# 하디 추판
하디 추판(페르시아어: هادی چوپان hadi choopan,1987년 9월 26일 ~ )은 이란인 보디빌더이다. 2022년 마스터스 올림피아드에서 우승을 차지하였다.